# AAA 10th Anniversary SPECIAL 野外LIVE in 富士急ハイランド
『AAA 10th Anniversary SPECIAL 野外LIVE in 富士急ハイランド』（トリプルエー・テンス・アニバーサリー・スペシャルやがいライブ・イン・ふじきゅうはいらんど）は、日本の音楽グループ・AAAが2016年1月27日にリリースした17作目の映像作品。

## 概要

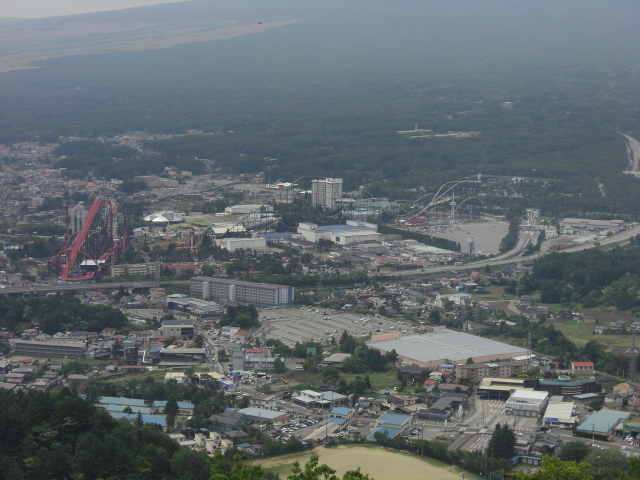
会場の富士急ハイランド全景（河口湖・天上山から撮影）

2015年9月21日から9月23日にかけて富士急ハイランドで行われたライブ「AAA 10th Anniversary SPECIAL 野外LIVE in 富士急ハイランド」の映像である。同グループのデビュー10周年を記念した初の単独野外ライブとして企画され、3日間で約5万人を動員した。
本公演プロモーションの一環として、同年9月4日から9月24日まで『富士急AAAハイランド』を実施。園内装飾やメンバーの名前を模したアトラクションロゴ、過去の公演で着用した衣装の展示など、様々な企画が行われた。
DVDとBlu-rayの初回生産盤には、公演の模様などを収めたフォトブックとポストカード2枚が入ったBOX仕様となっている。

## 収録映像曲

### Disc1
1. 777 〜We can sing a song!〜
「AAA TOUR 2013 Eighth Wonder」以来の映像化。
2. SUNSHINE
「AAA 6th Anniversary Tour 2011.9.28 at Zepp Tokyo」以来の映像化。
3. Love Is In The Air
「AAA ARENA TOUR 2014 -Gold Symphony-」以来の映像化。
4. LOVER
初映像化。
5. V.O.L
「AAA ARENA TOUR 2014 -Gold Symphony-」以来の映像化。
6. Special Medley(唇からロマンチカ〜逢いたい理由〜Summer Revolution〜CALL〜負けない心〜Still Love You〜Love)
7. ハリケーン・リリ、ボストン・マリ
「AAA ARENA TOUR 2014 -Gold Symphony-」以来の映像化。
8. Lil' Infinity
初映像化。
9. 風に薫る夏の記憶
「AAA ARENA TOUR 2014 -Gold Symphony-」以来の映像化。
10. ぼくの憂鬱と不機嫌な彼女
初映像化。
11. さよならの前に
「AAA ARENA TOUR 2014 -Gold Symphony-」以来の映像化。
12. 恋音と雨空
「AAA ARENA TOUR 2014 -Gold Symphony-」以来の映像化。
13. Next Stage
「AAA ARENA TOUR 2014 -Gold Symphony-」以来の映像化。
14. 愛してるのに、愛せない
初映像化。
15. SHOUT & SHAKE
「AAA ARENA TOUR 2014 -Gold Symphony-」以来の映像化。
16. GAME OVER?
初映像化。
17. PARTY IT UP
「AAA ARENA TOUR 2014 -Gold Symphony-」以来の映像化。
18. MUSIC!!! (ENCORE)  
「AAA ARENA TOUR 2014 -Gold Symphony-」以来の映像化。
19. One Night Animal (ENCORE)
「AAA TOUR 2013 Eighth Wonder」以来の映像化。
20. 旅ダチノウタ (ENCORE)
「AAA 4th Anniversary LIVE 090922 at Yokohama Arena」以来の映像化。
21. Wake up! (ENCORE)
「AAA ARENA TOUR 2014 -Gold Symphony-」以来の映像化。
22. 虹 (ENCORE)
「AAA ARENA TOUR 2014 -Gold Symphony-」以来の映像化。

### Disc2
- 特典映像1：MC①、MC②
- 特典映像2：バックステージ・メイキング